# Precipitacijsko očvršćivanje
Precipitacijsko očvršćivanje, dozrijevanje ili starenje metala je vrsta toplinske obrade metala gdje je ostvaruje izdvajanje fino disperzirane faze u osnovnoj strukturi metala, a obično je prilog očvršćivanju nastajanjem kristala mješanaca ili legiranjem. Doprinos precipitacijskog očvršćivanja proizlazi, prije svega, iz prezasićene krute faze osnovne strukture. Pored toga, prisutnost čestica sekundarne faze u matrici osnovne strukture metala uzrokuje lokalizirana unutarnja naprezanja koja mijenjaju svojstva metalne osnove. Za razumijevanje očvršćivanja putem precipitata mnogi se čimbenici trebaju uzeti u obzir. Oni uključuju veličinu, oblik, broj i raspodjelu čestica sekundarne faze, čvrstoću, duktilnost i ponašanje pri deformacijskom očvršćivanju matrice i sekundarne faze, kristalografsku podudarnost između faza i graničnu energiju, te povezivanje među fazama. Općenito, precipitati sekundarne faze otežavaju gibanje dislokacija. Čvrstoća i tvrdoća povećavaju se s vremenom i veličinom čestica starenja, no, moguće je i da se nakon određenog vremena starenja čvrstoća i tvrdoća počinju smanjivati. Precipitacijsko očvršćivanje se uglavnom koristi za legure aluminija, magnezija, nikla, titanija i za neke vrste nehrđajućeg čelika.

## Precipitacijsko očvršćivanje u zrakoplovstvu
Precipitacijsko očvrsnuće zajednička je pojava mnogim legurama u kojima dolazi do promjene topljivosti legirnih elemenata u osnovnom metalu promjenom temperature, ali se najviše koristi kod toplinski očvrstljivih aluminijskih legura. Pojavu je prvi uočio njemački istraživač A. Wilm, koji je 1906. primijetio da aluminijska legura s 4,5% bakra (Cu) i 0,5% magnezija (Mg), gašena u vodi s temperature 450 °C, očvršćava dužim stajanjem na okolišnoj temperaturi. Ta prva legura patentirana je pod nazivom dural ili duraluminij. Prva značajna uporaba duraluminija bila je tijekom Prvog svjetskog rata i to za nosivu konstrukciju zračnog broda cepelin. U Drugom svjetskom ratu duraluminij se masovno koristio u izradi konstrukcijskih elemenata borbenih zrakoplova.

### Postupak precipitacijskog očvršćivanja
Očvrsnuće precipitacijskim mehanizmom ostvaruje se kroz postupak rastvornog žarenja i dozrijevanja. Svojstvo je ovog mehanizma da nema alotropskih modifikacija kristalne rešetke kao kod kaljenja čelika, već je porast čvrstoće i tvrdoće direktno povezan sa stvaranjem koherentnih precipitata unutar kristalne rešetke α kristala mješanca aluminija. Do izlučivanja precipitata dolazi zbog promjene topljivosti atoma legirnih elemenata u α mješancu. Za precipitacijsko očvrsnuće potrebni su određeni polazni uvjeti, koji moraju biti ispunjeni da bi materijal mogao očvrsnuti. Ovi uvjeti slijede iz dijagrama stanja neke aluminijske legure:
- legura mora biti takvog kemijskog sastava da sadrži heterogenu strukturu sačinjenu od Α kristala mješanaca aluminija i kristala druge faze;
- maseni udio legirnih elemenata mora biti što viši, ali ne smije prekoračiti granicu maksimalne topljivosti u α mješancu (rmax) kako bi se mogla postići potpuna apsorpcija stranih atoma rastvornim žarenjem;
- druga faza mora u polaznom stanju biti neki intermetalni spoj (CuAl2, Mg2Si, Al2CuMg, Al3Mg2, MgZn2) kako bi tijekom promjena koje se zbivaju, došlo doponovnog postupnog izlučivanja intermetalnog spoja, ali u koherentnom obliku.

U svrhu precipitacijskog očvršćivanja, leguru je potrebno zagrijati do temperature prijelaza u homogeno stanje, zadržati pri toj temperaturi do potpune homogenizacije i naglo hladiti (gasiti) na okolišnu temperaturu.
Ako se legura koja sadrži X% legirnog elementa B, polazne strukture sačinjene od čestica intermetalnog spoja β (AxBy) i α kristala mješanaca u kojima je otopljeno rs% elementa B zagrije na dovoljno visoku temperature, čestice intermetalnog spoja postupno će se apsorbirati u kristalu mješancu aluminija. Na temperaturi prijelaza u homogenostanje nastaje čvrsta otopina koja sadrži samo α kristale mješance u kojima je sada rastvoreno X% elementa B. Zasićenje rešetke α mješanaca atomima legirnog elementa B i prazninama posljedica je velike difuzijske pokretljivosti atoma zbog blizine solidus linije. Kada bi se ova legura sporo hladila do okolišne temperature ravnoteža bi se postigla pri svakoj temperaturi i čestice intermetalnog spoja izlučivale bi se kao nekoherentni precipitati. Time bi se ponovo dobila dvofazna α + β mikrostruktura, koja bi uzrokovala slaba mehanička svojstva legure, te bi ona bila prilično krhka zbog postojanja velikih čestica intermetalne faze. Zato je potrebno leguru gasiti s temperature rastvornog žarenja, kako bi se legirni element B zadržao otopljen u α kristalu mješancu tvoreći prezasićenu čvrstu otopinu. Legura nakon gašenja zadržava monofaznu α strukturu, ali uneravnotežnom stanju zbog pojave prezasićenja. Prezasićenje je uzrokovano znatno većim udjelom elementa B otopljenog u α čvrstoj otopini, nego što je to ravnotežna koncentracija. U α kristalima mješancima otopljeno je X % elementa B, dok maksimalna rastvorljivost atoma ovog elementa za ravnotežno stanje i okolišnu temperaturu iznosi rs. Stoga se prezasićenje metastabilne legure može iskazati razlikom neravnotežnog i ravnotežnog masenog udjela elementa B (X - rs). Osim prezasićenja atomima legirnog elementa, α mješanci su prezasićeni i prazninama. U ovom stadiju legura je lako hladno oblikovljiva, te se zakovice koje se koriste za spajanje zrakoplovnih elemenata zakivaju odmah nakon gašenja s temperature rastvornog žarenja. Zakovice se moraju oblikovati prije dozrijevanja, jer kada očvrsnuće jednom započne, svaki pokušaj zakivanja rezultirat će raspucavanjem zakovice.

### Prirodno i umjetno dozrijevanje (starenje)
Zbog prezasićenja α mješanaca, javlja se težnja izlasku atoma legirnog elementa B iz čvrste otopine. Tijekom prvog stadija dozrijevanja oni zaposjedaju položaje unutar kristalne rešetke aluminija tako da tvore klice (nukleuse) budućih čestica. Atomi elementa B sele iz područja veće napetosti rešetke u područja prezasićenosti prazninama i stvaraju se nakupine rastvorenih atoma legirnog elementa unutar rešetke α mješanca. Te klice su prisutne kao koherentni precipitati, kontinuirano povezani s rešetkom α mješanca. Oko njih dolazi, zbog izvitoperenosti kristalne rešetke, do pojave unutarnjih naprezanja. To koči gibanje dislokacija, radi čega raste čvrstoća i tvrdoća legure. Osim toga bitno se povećava istezljivost, jer više nema krhke β faze.
Postupak povišenja čvrstoće i tvrdoće držanjem legure na temperaturi okoline poznat je kao
prirodno dozrijevanje. Ono traje od nekoliko dana pa sve do nekoliko mjeseci. Budući da je osnova dozrijevanja difuzija koja se ubrzava povišenjem temperature, to se umjetnim dozrijevanjem može ostvariti veći porast čvrstoće i tvrdoće. S druge strane hlađenjem legure na nisku temperaturu difuzijski se procesi usporavaju i na taj način sprječava dozrijevanje. Tako se već spomenute zakovice odmah nakon rastvornog žarenja i gašenja prenose u hladnjak na temperaturu –15 °C, kako ne bi očvrsnule, te tako uskladištene drže se sve do trenutka ugradnje. Zakovice se izrađuju od legure koja dozrijeva na sobnoj temperaturi (prirodno dozrijevanje) jer je nemoguće precipitacijski očvrsnuti cijelu zakovanu konstrukciju toplinskom obradom u peći. Kod umjetnog dozrijevanja legura se zagrijava na povišenu temperaturu od 100 do 200 °C kroz kraći vremenski period u trajanju od pola sata do nekoliko dana. Tijekom umjetnog dozrijevanja povećava se količina koherentnog precipitata porastom temperature i brzine difuzijskih procesa. Zbog visokog stupnja izvitoperenosti kristalne rešetke dolazi do mjestimičnog prekida veze između osnovne matrice i precipitate, te nastaje polukoherentni precipitat s matricom povezan samo na nekim čvorovima rešetke. Time rastu unutarnja naprezanja što vodi do još jačeg kočenja dislokacija čime se postiže maksimalna granica razvlačenja, čvrstoća i tvrdoća, a snižava istezljivost i antikorozivnost. Izlučivanje polukoherentnih precipitata je moguće samo pri povišenoj temperaturi, te kod prirodnog dozrijevanja ovog stadija nema. Ako se legura zagrije na još višu temperature, zbog ubrzanja difuzije mikrostruktura se brzo vraća u ravnotežno stanje i koherentne i polukoherentne čestice prelaze u nekoherentni precipitat, fazu potpuno izdvojenu od matrice. Time nestaje izvitoperenja kristalne rešetke matrice i precipitata, oni rastu i smanjuje se njihov broj, što za posljedicu ima pad čvrstoće i tvrdoće uz zadržavanje niske istezljivosti.
Tijekom prirodnog dozrijevanja aluminijskih legura pri temperaturi 20 °C, vlačna čvrstoća sporo raste i dostiže svoj maksimum od oko 380 N/mm2 nakon približno 100 sati. Umjetnim dozrijevanjem iznad 100 °C postižu se više vrijednosti čvrstoće u kraćem vremenskom periodu. Optimalno je leguru obrađivati pri temperaturi 165 °C, u vremenu od oko 10 sati, jer se time ostvaruje najveće očvrsnuće. Međutim, ako se vrijeme produlji dolazi do pada čvrstoće zbog precipitacije nekoherentnih čestica. Daljnji porast temperature (200 °C) vodi vrlo brzom stvaranju nekoherentnih precipitata i njihovom rastu, što rezultira ubrzanim smanjenjem čvrstoće već nakon kratkog izlaganja ovoj temperaturi. Mehanizam precipitacijskog očvršćivanja najviše se koristi kod aluminijskih legura s bakrom (do očvrsnuća dolazi zbog precipitacije intermetalnog spoja Al2Cu), te onih s magnezijem i silicijem (Mg2Si), odnosno cinkom, magnezijem i bakrom (MgZn2 i Al2CuMg).

## Precipitacijsko očvršćivanje čelika
Postojanje grešaka (dislokacija) u strukturi osnovni je razlog što metali nemaju onu čvrstoću koju bi im omogućile visoke sile razdvajanja u elementarnoj rešetci. Dislokacije iako snižavaju teoretsku čvrstoću omogućavaju plastično deformiranje pri određenom opterećenju. Stoga je za povišenje otpornosti prema promjeni oblika (granica elastičnosti, vlačna čvrstoća) potrebno otežati gibanje dislokacija, ali ne ga i potpuno onemogućiti jer bi se tada izgubila sposobnost materijala za promjenu oblika (udarna radnja loma, istezanje, kontrakcija).
Povećanje granice razvlačenja mehanizmom precipitacije ovisi o metalno-fizikalnoj interakciji dislokacija i precipitata, koja se može opisati pomoću dva procesa: obilaženjem i rezanjem precipitata. Precipitacijsko ili disperzijsko očvršćivanje čelika kvantitativno je opisao E. Orowan. On je utvrdio da submikroskopske čestice promjera od 5 do 15 nm na međusobnoj udaljenosti od 15 do 45 nm učinkovito zaustavljaju gibanje dislokacija ako je tvrdoća tih čestica dovoljno visoka. Povoljno djelovanje u cilju precipitiranja dovoljno čvrstih, sitnih i dispergiranih čestica (precipitata) imaju posebno elementi titanij, vanadij i niobij, koji s ugljikom i dušikom stvaraju karbide, nitride i karbonitride.